# Nicola Reniero
Nicola Reniero, né en 1964 en Italie, est un organiste et claveciniste classique italien.

## Biographie
Nicola Reniero, né en 1964 en Italie, est un claveciniste et organiste classique. Il s'est surtout spécialisé dans le répertoire italien des XVI, XVII et XVIII. Il a notamment enregistré l'intégrale de Tartini. Il a interprété 19 sonates de Domenico Scarlatti sur un orgue historique,.
Il est l'un des fondateurs de l'ensemble L’Arte dell’Arco, il joue avec Christopher Hogwood et Gustav Leonhardt. Il enregistre sous les labels Deutsche Harmonia Mundi, CPO et Brilliant Classics.
De 1995 à 2002 il enseigne la basse continue à l'école musicale de Milan (Scuola Musicale di Milano)  dans la section de musique ancienne.
En 1996, il remporte le concours de composition à l'orgue de Varenna  (Lecco-Italie) pour son travail Zwei Orgelstücke.

## Discographie
- Scarlatti, 19 sonates pour clavier : K. 58, 69, 82, 87, 92, 183, 263, 284, 283, 276, 294, 93, 287, 288, 281, 328, 415, 417 et 513 – à l'orgue du Duomo di Santa Maria Maddalena de Desenzano del Garda (18-19 juillet 2016, Brilliant Classics) (OCLC 1114331944)
- Bach CPE,  sonates pour viola et clavier  (avec: Luca Lazzarini , Viola) : Wq 88, Wq 136, Wq 137,  Urania Records